# Société anonyme (Франція)
S. A. або Société anonyme (укр. анонімне товариство) — тип корпорації Société anonyme (SA), закріплений у французькому законодавстві.